# Alba del Monte
Alba del Monte (Sevilla, 8 de agosto de 1975) es una actriz pornográfica española.

## Carrera
Empezó en el mundo del cine pornográfico en 1997 con unos veintidós años, participando en una película amateur rodada en Sevilla, con su novio, y enviando la cinta a la distribuidora Fisgón Club. Más tarde realizó, bajo el nombre de Andrea Morantes, el film x Sexo en Sevilla. Después ha trabajado en exclusiva para la empresa líder del sector en España, International Film Grup.
Se presentó en sociedad en el Festival de Barcelona de 1998. En enero de 1999, coincidiendo con la feria que organiza el cine estadounidense en Las Vegas, tuvo la oportunidad de codearse con lo más grande del sector.
En 1999 obtuvo la Ninfa a mejor actriz porno española en el Festival Internacional de Cine Erótico de Barcelona y en el 2000 consiguió una estatuilla de AVN a la mejor escena de sexo por su participación en una escena de estilo absolutamente hardcore junto a Kelly, Nacho Vidal y Rocco Siffredi en "Violadas en Barcelona".
Fue nominada a mejor starlette del cine pornográfico europeo en los Hot d'Or 2000.

## Premios destacados
- 1999 XRCO Award ganadora – Anal or D.P. Sex Scene – When Rocco Meats Kelly 2
- 2000 Hot d'Or nominada – Best European New Starlet
- 2000 AVN Award ganadora – Best Sex Scene in a Foreign Shot Production – When Rocco Meats Kelly 2

## Filmografía
- Sueño y realidad en Sevilla capital, 1997 (para Fisgón Club).
- En busca del porno en Sevilla.
- La pandilla X: Málaga conexxion, 1998.
- Como se hizo...La pandilla X: Málaga conexxion, 1998.
- La pandilla X en el Festival Erótico de Barcelona, 1999.
- Como se hizo...la pandilla X en el Festival Erótico de Barcelona, 1999.
- Goya, la maja desnuda, 1999.
- La doncella caliente, 1999.
- Pandilla X: La follera mayor, 1999.
- Taxi hard, 1999.
- Four Sex Rooms, 2000.
- El limbo y los culos según José, 2000.
- Vivir follando, 2000.
- Bulls & milk, 2000.
- El hotel de la puta, 2000.
- Buttman's show off girls, 2001.
- La familia folladora, 2001.
- Sodomía & Pallottole.
- Nikita X: licencia para follar, 1999.
- Violadas en Barcelona por Rocco y Nacho, 1999.
- Pasión española, 1999.
- Hotel Troyal.
- Passione spagnola.
- Cherry Poppers en el instituto vol. 11: Españolitas estudiantes de inglés, 1999.

- Datos: Q2830743